# Gate of Thunder
Gate of Thunder est un jeu vidéo de type shoot 'em up à défilement latéral développé par Red Company et édité par Hudson Soft, sorti en 1992 sur PC-Engine CD.
Il a également été vendu en bundle avec le TurboDuo (un système deux en un qui fait fonctionner les jeux de PC-Engine CD et PC-Engine) en Amérique du Nord, avec également Bonk's Adventure, Bonk's Revenge et Bomberman sur le même disque. 
Il est sorti sur la Console virtuelle de la Wii le 15 octobre 2007 en Amérique du Nord et le 4 décembre 2007 au Japon. Le jeu est le premier jeu PC-Engine CD à sortir sur la Console virtuelle américaine. Il est sorti sur le PlayStation Network le 17 mars 2010 au Japon.
Le jeu a une suite, Lords of Thunder.

## Synopsis
Le joueur contrôle le vaisseau spatial, l'Hunting Dog, piloté par un policier de l'espace nommé Hawk. Avec son allié Esty et son vaisseau, le Wild Cat, Hawk doit empêcher le général Don Jingi et son armée Obellon de voler une puissante source d'énergie appelée "Starlight" et située sur la planète de Aries.

## Accueil
Gate of Thunder a reçu beaucoup de critiques positives. Il a été classé parmi les meilleurs jeux PC-Engine CD  par The PC Engine Software Bible, Gaming World et Retro Game Age. Classic-games.net a donné à The Gate of Thunder un 9/10 qu'il était l'une des meilleures raisons d'acheter un TurboDuo
GameSpot un 7/10 à la version Console virtuelle du jeu l'estimant trop court et manquant d'innovation (notant qu'il n'est possible de détruire les ennemis qu'en tirant dessus) mais que le level design, les boss mémorables, un système d'armes bien fait et une bande-son remarquable font de ce jeu un achat intéressant. l'IGN lui a donné un 8,5/10, avec un avis similaire à celui de GameSpot sur la plupart des points mais en soutenant que Gate of Thunder a apporté un certain nombre d'innovations dans le genre du jeu de tir.
Gate of Thunder a été récompensé du prix de la meilleure musique pour un jeu PC-Engine CD en 1992 par Electronix Gaming Monthly